# Szentgotthárd
Szentgotthárd (słoweń. Monošter, niem. St. Gotthard) – miasto na Węgrzech, w komitacie Vas, położone nad rzeką Rabą. W styczniu 2011 liczyło 8839 mieszkańców.

## Historia
1 sierpnia 1664 w okolicach miasta doszło do wielkiej bitwy pomiędzy armią turecką wielkiego wezyra Ahmeda Köprülü a armią austriacko-francusko-niemiecką Raimondo Montecuccoliego.

## Miasta partnerskie
- Delle
- Izola
- Petrila
- Tarvisio
- Walldürn